# Station Wevelgem
Station Wevelgem is een spoorwegstation langs spoorlijn 69 (Kortrijk-Poperinge) in de gemeente Wevelgem. In 1988 is het station gesloten voor goederenvervoer. Reizigersverkeer is wel nog mogelijk.

## Geschiedenis
Het station werd geopend op 14 januari 1853 door de Société des chemins de fer de la Flandre-Occidentale als onderdeel van spoorlijn 69.
Het stationsgebouw is van het type 1895 en is gebouwd in 1912, door de Staatsspoorwegen ter vervanging van een ouder stationsgebouw uit 1855. Het station was de aanzet voor de uitbreiding van de dorpskern van Wevelgem en kende een grote regionale economische betekenis door het vervoer van kolen en vlas. Het sanitair huisje en goederenloods dateren uit 1924. In 2001 werd het stationsgebouw met het sanitair huisje, de goederenloods en de betonnen afsluiting beschermd.
Sinds 28 juni 2013 zijn de loketten van dit station gesloten en is het een stopplaats geworden. Voor de aankoop van allerlei vervoerbewijzen kan men bij voorkeur terecht aan de biljettenautomaat, of via andere verkoopkanalen.
Bij de verkoop van het stationsgebouw was er interesse om er een wielermuseum te vestigen, maar dit bod was niet toereikend. In de plaats kwam een koffiezaak. In een ander lokaal bood de stad sinds 2016 een beveiligde fietskluis aan. De toekomst hiervan is echter onzeker door de verkoop van het station. Sinds september 2023 staat het stationsgebouw opnieuw te koop

## Galerij

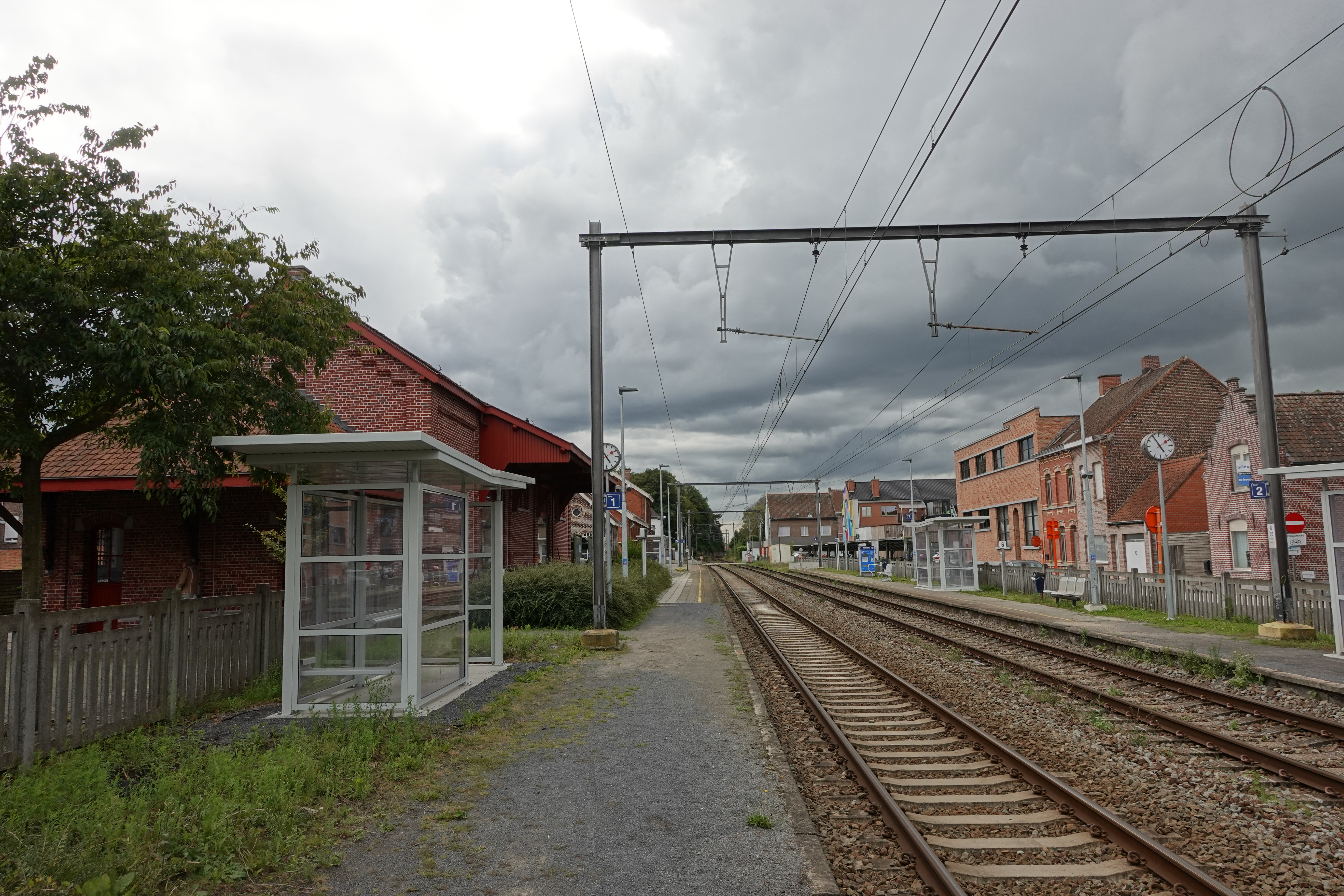
Zicht op het perrons
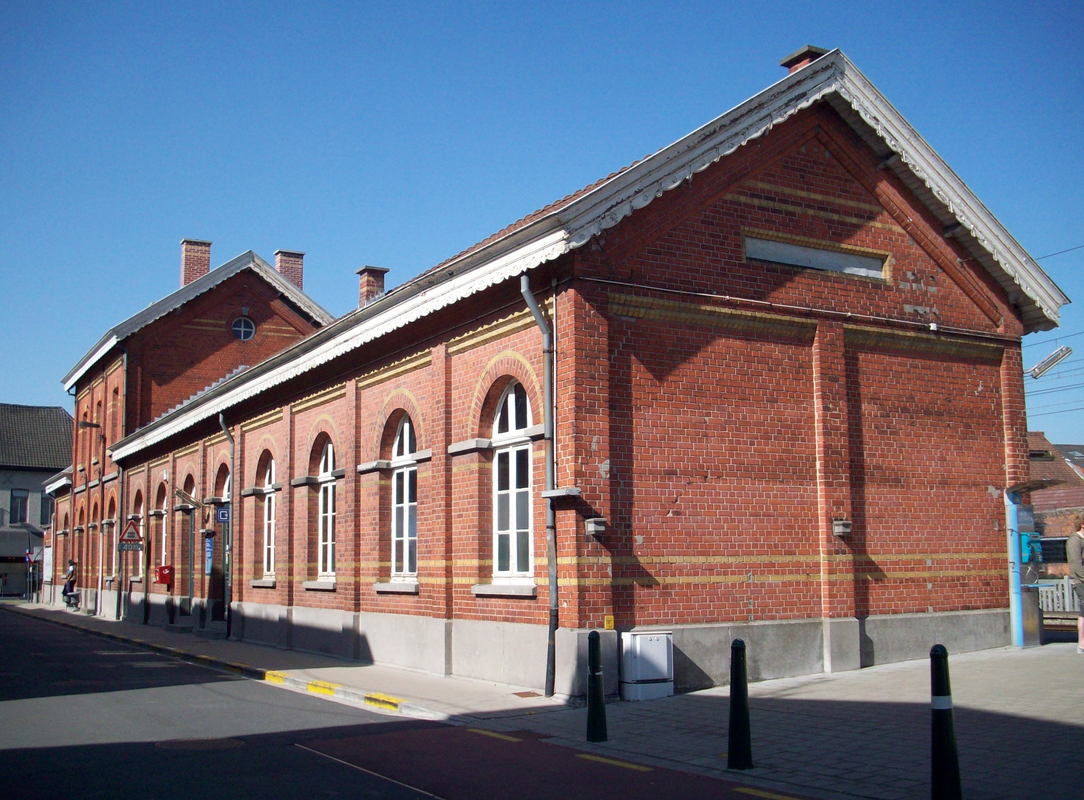
Stationsgebouw (2009)
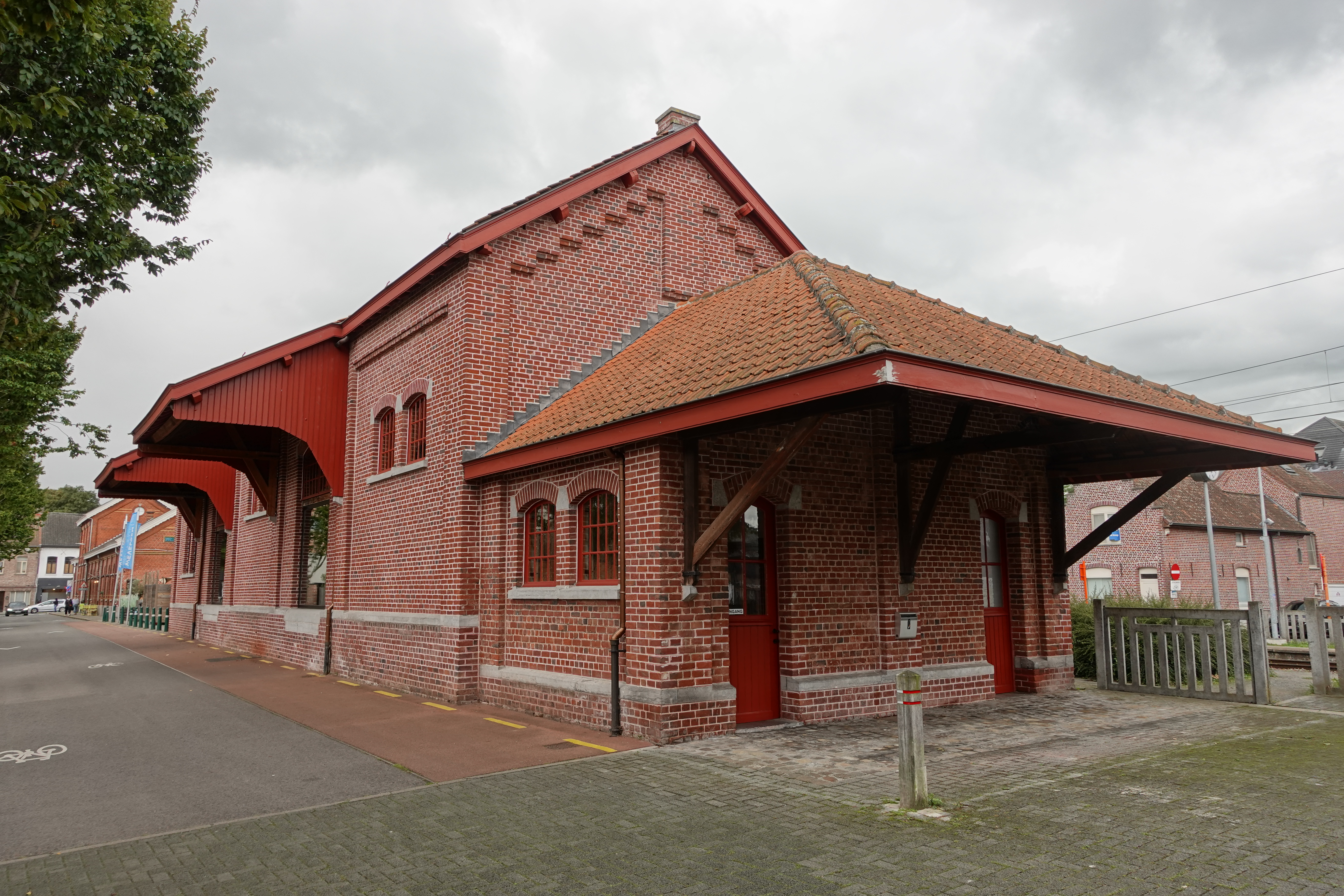
Goederloods (2024)
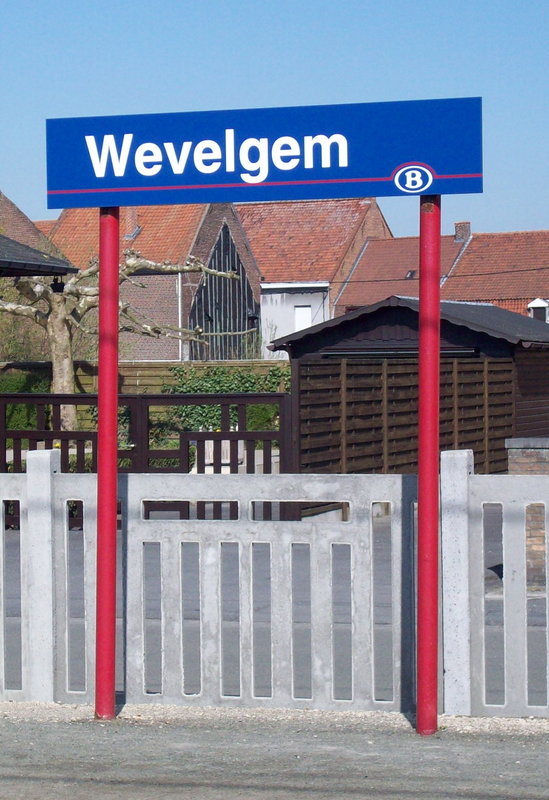
Naambord station Wevelgem

## Treindienst
| Serie       | Treinsoort          | Route | Bijzonderheden                                                              |
| ----------- | ------------------- | --- | --------------------------------------------------------------------------- |
| IC 04       | Intercity (NMBS)    | Antwerpen-Centraal – Gent-Sint-Pieters – Kortrijk – Wevelgem – Poperinge                                                               |                                                                             |
| P 7000/8000 | Piekuurtrein (NMBS) | [ Oostende – Brugge – ] / [ De Panne – ] / [ Poperinge – Ieper – Wevelgem – Kortrijk – ] Gent-Sint-Pieters – Brussel-Zuid – Schaarbeek | Twee treinen per dag per richting. Een trein op zondagavond vanaf De Panne. |
| P 7080/8080 | Piekuurtrein (NMBS) | Poperinge – Ieper – Wevelgem – Kortrijk                                                                                                | Rijdt alleen op werkdagen.                                                  |
| P 8890      | Piekuurtrein (NMBS) | Poperinge – Ieper – Wevelgem – Kortrijk – Gent-Sint-Pieters – Mechelen – Leuven – Sint-Joris-Weert                                     | Een trein op zondagavond.                                                   |

## Reizigerstellingen
De grafiek en tabel geven het gemiddeld aantal instappende reizigers weer op een week-, zater- en zondag.
| Tabel: aantal instappende reizigers station Wevelgem | Tabel: aantal instappende reizigers station Wevelgem | Tabel: aantal instappende reizigers station Wevelgem | Tabel: aantal instappende reizigers station Wevelgem |
|                                                      | Weekdag                                              | Zaterdag                                             | Zondag                                               |
| ---------------------------------------------------- | ---------------------------------------------------- | ---------------------------------------------------- | ---------------------------------------------------- |
| 1977                                                 | 416                                                  | 56                                                   | 116                                                  |
| 1978                                                 | 422                                                  | 79                                                   | 83                                                   |
| 1979                                                 | 427                                                  | 78                                                   | 103                                                  |
| 1980                                                 | 497                                                  | 105                                                  | 120                                                  |
| 1981                                                 | 497                                                  | 106                                                  | 143                                                  |
| 1982                                                 | 575                                                  | 103                                                  | 137                                                  |
| 1983                                                 | 583                                                  | 77                                                   | 131                                                  |
| 1984                                                 | 451                                                  | 116                                                  | 147                                                  |
| 1985                                                 | 377                                                  | 95                                                   | 82                                                   |
| 1986                                                 | 339                                                  | 86                                                   | 119                                                  |
| 1987                                                 | 429                                                  | 90                                                   | 146                                                  |
| 1988                                                 | 382                                                  | 89                                                   | 98                                                   |
| 1989                                                 | 451                                                  | 79                                                   | 67                                                   |
| 1990                                                 | 329                                                  | 111                                                  | 163                                                  |
| 1991                                                 | 387                                                  | 87                                                   | 180                                                  |
| 1992                                                 | 450                                                  | 94                                                   | 183                                                  |
| 1993                                                 | 451                                                  | 138                                                  | 239                                                  |
| 1994                                                 | 385                                                  | 98                                                   | 218                                                  |
| 1995                                                 | 341                                                  | 94                                                   | 180                                                  |
| 1996                                                 | 311                                                  | 113                                                  | 261                                                  |
| 1997                                                 | 343                                                  | 111                                                  | 173                                                  |
| 1998                                                 | 312                                                  | 123                                                  | 230                                                  |
| 1999                                                 | 315                                                  | 132                                                  | 152                                                  |
| 2000                                                 | 376                                                  | 119                                                  | 180                                                  |
| 2001                                                 | 426                                                  | 119                                                  | 179                                                  |
| 2002                                                 | 352                                                  | 116                                                  | 171                                                  |
| 2003                                                 | 403                                                  | 122                                                  | 150                                                  |
| 2004                                                 | 395                                                  | 96                                                   | 76                                                   |
| 2005                                                 | 438                                                  | 119                                                  | 180                                                  |
| 2006                                                 | 428                                                  | 128                                                  | 142                                                  |
| 2007                                                 | 442                                                  | 142                                                  | 231                                                  |
| 2008                                                 | -                                                    | -                                                    | -                                                    |
| 2009                                                 | 526                                                  | 158                                                  | 195                                                  |
| 2010                                                 | -                                                    | -                                                    | -                                                    |
| 2011                                                 | -                                                    | -                                                    | -                                                    |
| 2012                                                 | 406                                                  | 154                                                  | 178                                                  |
| 2013                                                 | 424                                                  | 148                                                  | 179                                                  |
| 2014                                                 | 404                                                  | 148                                                  | 185                                                  |
| 2015                                                 | 507                                                  | 153                                                  | 185                                                  |
| 2016                                                 | 401                                                  | 202                                                  | 321                                                  |
| 2017                                                 | 483                                                  | 215                                                  | 339                                                  |
| 2018                                                 | 451                                                  | 259                                                  | 273                                                  |
| 2019                                                 | 458                                                  | 175                                                  | 192                                                  |
| 2020                                                 | 351                                                  | 173                                                  | 138                                                  |
| 2021                                                 | -                                                    | -                                                    | -                                                    |
| 2022                                                 | 433                                                  | 243                                                  | 344                                                  |
| 2023                                                 | 533                                                  | 380                                                  | 432                                                  |
| 2024                                                 | 526                                                  | 141                                                  | 140                                                  |

0: Kortrijk ·
0,3: Kortrijk-West ·
1,6: Bissegem ·
5,1: Wevelgem ·
10,4: Menen ·
12,2: Menen-Koekoek ·
15,6: Wervik ·
17,5: Comines-Hospice ·
19,2: Komen ·
22,8: Houthem ·
24,6: Hollebeke ·
28,5: Zillebeke ·
31,9: Ieper ·
35,7: Vlamertinge ·
38,2: Brandhoek ·
42,0: Poperinge ·
48,0: Abele